# Kanton Le Bleymard
Le Bleymard is een voormalig kanton van het Franse departement Lozère. Het kanton maakte deel uit van het arrondissement Mende tot het op 22 maart 2015 werd opgeheven. De gemeenten Allenc, Belvezet, Chadenet, Saint-Frézal-d'Albuges en Sainte-Hélène werden opgenomen in het kanton Grandrieu, de overige in het op die dag gevormde kanton Saint-Étienne-du-Valdonnez.
Op 1 januari 2017 fuseerden 6 gemeenten van het voormalige kanton, Bagnols-les-Bains, Belvezet, Le Bleymard, Chasseradès, Mas-d'Orcières en Saint-Julien-du-Tournel, tot de commune nouvelle Mont Lozère et Goulet, waardoor Belvezet over ging van het kanton Grandrieu naar het kanton Saint-Étienne-du-Valdonnez, aangezien de nieuwe gemeente onder dat kanton kwam te vallen.

## Gemeenten

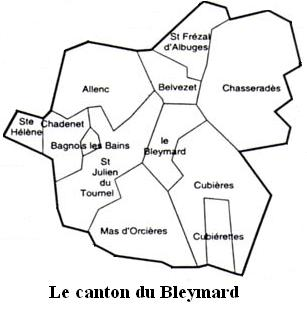
Ligging van gemeenten in het kanton

Het kanton Le Bleymard omvatte de volgende gemeenten:
- Allenc
- Bagnols-les-Bains
- Belvezet
- Le Bleymard (hoofdplaats)
- Chadenet
- Chasseradès
- Cubières
- Cubiérettes
- Mas-d'Orcières
- Saint-Frézal-d'Albuges
- Sainte-Hélène
- Saint-Julien-du-Tournel